# أطلس (روبوت)
أطلس هو روبوت ذو قدمين، طورته في الأساس شركة بوسطن ديناميكس، وهي شركة روبوتات أمريكية، وذلك بتمويل وإشراف من وكالة مشاريع البحوث المتطورة الدفاعية داربا. صمم هذا الروبوت الذي يبلغ طوله حوالي 6-قدم (1.8 م) لتنفيذ مهام بحث وإنقاذ عديدة ومنوعة. هذا وقد كشف النقاب عنه وأعلن للجمهور في 11 يوليو 2013.

## التصميم والتطوير
أشرفت DARPA على تصميم وإنتاج أطلس، وهي إحدى وكالات وزارة دفاع الولايات المتحدة، بالتعاون مع شركة بوسطن داينامكس. عام 2013، قارن مدير البرامج في DARPA جيل برات نموذج أطلس بطفل صغير، قائلاً: طفل بعمر عام بالكاد يستطيع المشي، طفل بعمر عام يسقط على الأرض، وهذا ما نحن عليه الآن.
اعتمدت شركة بوسطون دايناميكس في بناء الروبوت أطلس على روبوت سابق من إنتاجها أيضاً كان يعرف باسم بيتمان، كان له أربع أطراف هيدروليكية. بني أطلس من الألومنيوم المستخدم في صناعة الطائرات والتيتانيوم، ويبلغ طوله 6 قدم (1.8 م) ووزنه 330 رطل (150 كـغ) ويضاء بواسطة صمامات ثنائية باعثة للضوء زرقاء اللون. أطلس مجهّز بنظامين للرؤية - نظام ليزري لتحديد المدى وكاميرات ستيريو، ويتم التحكم بكلا النظامين بواسطة جهاز حاسوب موجود فيه - كما أن له يدان ذات مهارات حركة دقيقة. تستطيع أطرافة الحركة بـ 28 من درجات الحرية.
يمكن لأطلس التنقل في المناطق الوعرة والتسلق بحرية باستخدام ساقيه وذراعيه، مع أن النموذج الذي قدم عام 2013 من أطلس كان يعتمد على وصله بمزود طاقة خارجي للحفاظ على استقراره.
في تشرين الأول (أكتوبر) 2013، قامت شركة بوسطون دايناميكس بتحميل فيديو يظهر الروبوت أطلس وهو يتعرض للضرب بواسطة قذائف وهو قادر على تحمّلها ويتوازن على رجل واحدة.
عام 2014، سيشارك الروبوت أطلس الذي تمت برمجته بواسطة ست فرق مختلفة، في منافسة "تحدي DARPA للروبوتات، لاختبار قدرة الروبوت على أداء المهام المختلفة، بما في ذلك الدخول في مركبة والخروج منها وقيادتها، وفتح باب، واستخدام أداة طاقة. استلهمت المسابقة من كارثة فوكوشيما عام 2011، وستمنح جائزة مقدارها مليونا دولار أمريكي للفريق الفائز.

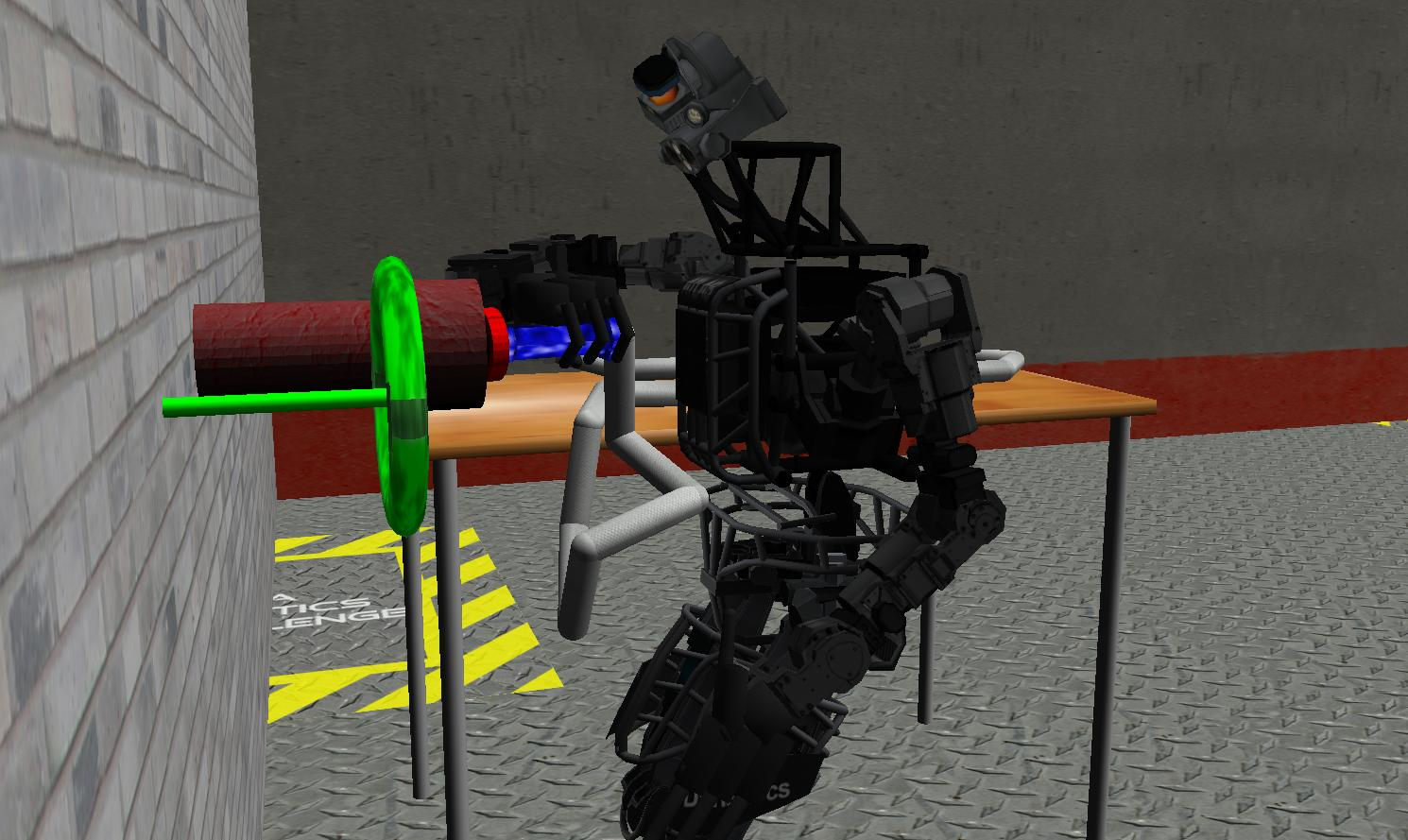
الروبوت أطلس يعمل على وصل خرطوم بإنبوب في محاكاة كمبيوتر

## التطبيقات
يتوقع أن يقدم الروبوت أطلس المساعدة في عمليات البحث والإنقاذ، وأداء مهام كإغلاق الصمامات وفتح الأبواب وتشغيل المعدات الكهربائية في البيئات التي لا يستطيع البشر فيها البقاء على قيد الحياة وزارة الدفاع الأمريكية تصرح بأنه ليس لديها مصلحة في استخدام الروبوت في الحروب الهجومية أو الدفاعية عام 2014...

## ردود الأفعال
أزيح الستار عن الروبوت أطلس في 11 تموز (يوليو) 2013. وقد أفادت نيويورك تايمز أن بدايته كانت بمثابة "مثال عظيم على كيفية بدء تحول الكمبيوتر إلى هياكل ذات يدين وقدمين في عالمنا الحالي"، واصفةً الروبوت بأنه خطوة عملاقة نحو عهد طال انتظاره من الروبوتات المتطورة. غاري برادسكي، اختصاصي في مجال الذكاء الاصطناعي، يعلن عن نوع جديد من الروبوتات العاقلة

## روابط خارجية
- صفحة أطلس على موقع داربا تحدي الروبوتات.
- صفحة أطلس على موقع بوسطن داينامكس